# Bulbophyllum tortum
Bulbophyllum tortum là một loài phong lan thuộc chi Bulbophyllum.